# Wipfelhonig
Wipfelhonig (auch Fichtensirup, Tannensirup, Maiwipferl, Tannenwipfelsirup oder Tannenspitzensirup) ist eine Art Sirup, der mit Hilfe von Trieben der Tannen oder Fichten („Wipfeln“) aromatisiert ist.
Hergestellt wird er, indem die gewaschenen und gut abgetrockneten Nadelbaumwipfel mit Waldhonig oder Zucker übergossen und in Gläsern an der Sonne mindestens vier Wochen gelagert werden. Nach der Extraktion werden die Wipfel abgeseiht.
Der Wipfelhonig wird ähnlich dem Moalach hauptsächlich zur Verfeinerung von Süßspeisen verwendet. Er wird auch zum Süßen von Tee verwendet. Ihm wird zudem eine hustenlindernde Wirkung ebenso wie andere Heilwirkungen nachgesagt.